# Boyd Glacier
Boyd Glacier är en glaciär i Antarktis. Den ligger i Västantarktis. Inget land gör anspråk på området. Boyd Glacier ligger 349 meter över havet.
Terrängen runt Boyd Glacier är platt åt sydväst, men åt nordost är den kuperad. Trakten är obefolkad. Det finns inga samhällen i närheten. 